# Shalmaneser III
Shalmaneser III (Šulmānu-ašarēdu, "thần Shulmanu là ưu việt nhất") là vua của Assyria (859 TCN—824 TCN), ông cũng là con trai của tiên vương Ashurnasirpal II.

## Triều đại

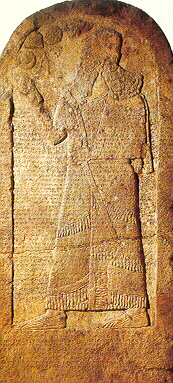
Bia đá Kurkh của Shalmaneser kỷ niệm trận Carcar.

Thời kì trị vì dài của ông là một chuỗi các chiến dịch chống lại các bộ lạc phía đông,  Babylon, các quốc gia Lưỡng Hà và Syria, cũng như Kizzuwadna và Urartu. Quân đội của ông đã tiến tới tận hồ Van và dãy núi Taurus,người Hittite của Carchemis bị buộc phải cống nạp, và các vương quốc của Hamath và Aram Damascus đã bị sáp nhập.
Năm 853 TCN một liên minh được hình thành bởi các vương quốc của Ai Cập, Hamath, Arvad, người Ammonites, "Ahab của Israel" và các nước láng giềng khác, dưới sự lãnh đạo của vua Hadadezer của Damascus, đánh bại vua Assyria ở trận Qarqar. Tuy nhiên, vị vua Assyria đã kiên trì nỗ lực của mình để chinh phục được Syria và Israel. Các trận đánh sau này năm 849 TCN và 846 TCN.

### Chống lại Israel

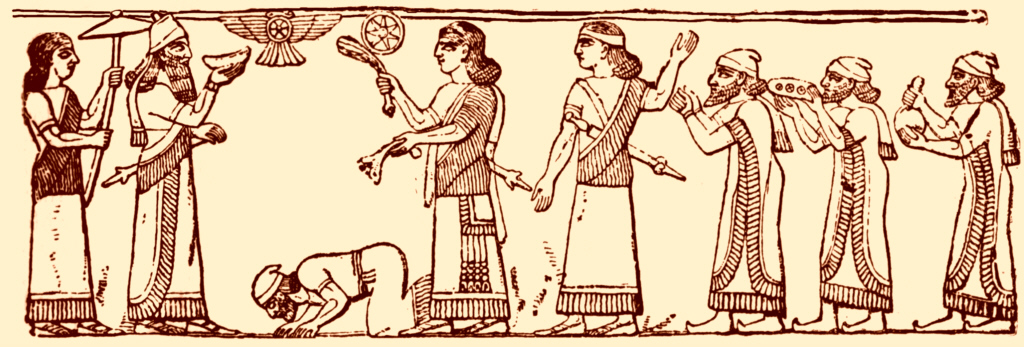
Jehu cúi đầu trước Shalmaneser III.

Năm 842 TCN, Shalmaneser tiến hành chiến dịch chống lại người kế vị của Hadadezer là Hazael, buộc ông ta phải cố thủ trong những bức tường thành của mình. Trong khi Shalmaneser không thể chiếm được Damascus, ông ta đã tàn phá lãnh thổ của nó. Và Jehu của Israel (người mà viên đại sứ đại diện trên bức tưởng niệm màu đen  bây giờ trong Bảo tàng Anh), cùng với các thành phố Phoenicia thận trọng gửi cống nạp đến ông ta vào năm 841 TCN. Babylon  bị chinh phục xa tới tận những đầm lầy của Chaldaeans ở phía nam, và vua Babylon bị hành quyết.

### Chống lại Tibareni
Năm 836 trước Công nguyên, Shalmaneser phái một đội quân viễn chinh chống lại người Tibareni (Tabal) theo sau là một đội quân khác chống lại Cappadocia, và năm 832 trước Công nguyên tiếp đến một chiến dịch chống lại Urartu. Trong năm sau, tuổi tác đã bắt buộc nhà vua giao quyền chỉ huy của quân đội của mình cho Tartan (turtānu tổng tư lệnh) Dayyan-Assur, và sáu năm sau đó, Nineveh và các thành phố khác đã nổi dậy chống lại ông dưới quyền người con trai nổi loạn của ông, Assur danin-pal. Nội chiến vẫn tiếp tục trong hai năm, nhưng cuộc nổi loạn cuối cùng bị nghiền nát bởi Shamshi-Adad V, một người con trai khác của Shalmaneser. Shalmaneser mất ngay sau đó.

## Xem Thêm
- List of artifacts significant to the Bible